# EC Bad Nauheim
EC Bad Nauheim är en ishockeyklubb från Bad Nauheim i Tyskland. Klubben bildades 1982 och spelar sedan 2013 i den tyska andraligan DEL 2. De spelar sina hemmamatcher i Colonel-Knight-Stadion som har en kapacitet på 4 500 åskådare.
Klubben bildades ursprungligen som VfL Bad Nauheim 1946 men gick i konkurs 1982 och bildade därefter det nuvarande EC Bad Nauheim.

## Meriter
- Eishockey-Oberliga: 1984, 2013